# Scie oscillante
 (septembre 2018).
Une scie oscillante également appelée scie vibrante est un type de scie utilisée en médecine et pour des travaux de précision, pour des matériaux relativement tendres, comme le plâtre ou la résine de synthèse.
Conçue pour un emploi en orthopédie, il s'agit d'un dispositif médical. Elle ne comporte pas de lame rotative : le moteur fait osciller une lame vibrante (et non coupante) de quelques degrés. Elle nécessite cependant des précautions d'emploi pour éviter des brulures,.